# Olympische Sommerspiele 1996/Leichtathletik – Kugelstoßen (Frauen)

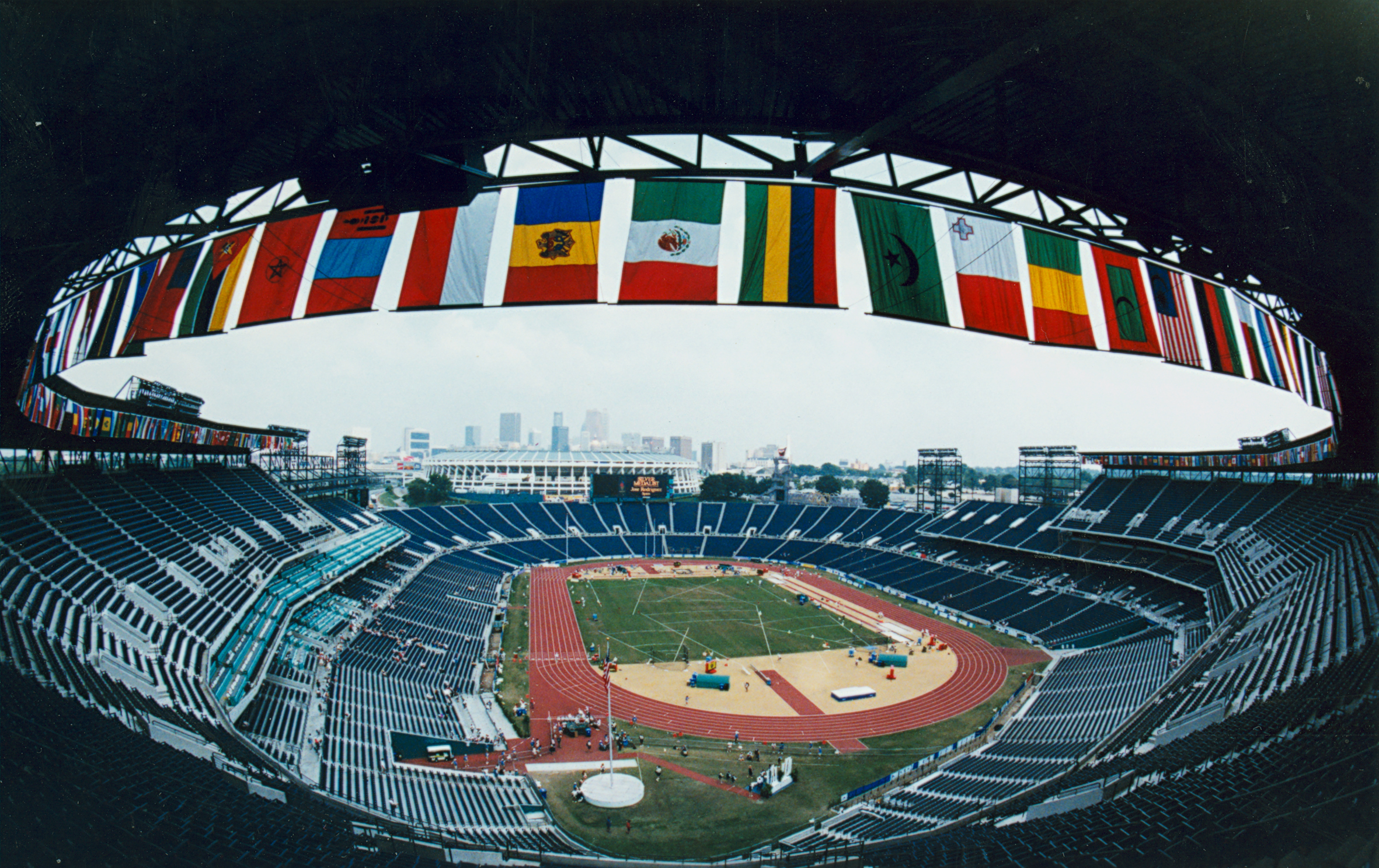
Das Centennial Olympic Stadium von Atlanta im Jahr 1996

Das Kugelstoßen der Frauen bei den Olympischen Spielen 1996 in Atlanta wurde am 31. Juli und 2. August 1996 im Centennial Olympic Stadium ausgetragen. 25 Athletinnen nahmen teil.
Olympiasiegerin wurde die Deutsche Astrid Kumbernuss. Sie gewann vor der Chinesin Sui Xinmei und der Russin Irina Chudoroschkina.
Für Deutschland starteten neben Siegerin Kumbernuss noch Kathrin Neimke und Stephanie Storp. Beide qualifizierten sich für das Finale. Storp wurde Sechste, Neimke Siebte.

Athletinnen aus der Schweiz, Österreich und Liechtenstein nahmen nicht teil.

## Aktuelle Titelträgerinnen
| Olympiasiegerin 1992                      | Swetlana Kriweljowa ( EUN)        | 21,06 m | Barcelona 1992       |
| Weltmeisterin 1995                        | Astrid Kumbernuss ( Deutschland)  | 21,22 m | Göteborg 1995        |
| Europameisterin 1994                      | Wita Pawlysch ( Ukraine)          | 19,61 m | Helsinki 1994        |
| Panamerikanische Meisterin 1995           | Connie Price-Smith ( USA)         | 19,17 m | Mar del Plata 1995   |
| Zentralamerika und Karibik-Meisterin 1995 | Belsy Laza ( Kuba)                | 17,64 m | Guatemala-Stadt 1995 |
| Südamerika-Meisterin 1995                 | Elisângela Adriano ( Brasilien)   | 17,37 m | Manaus 1995          |
| Asienmeisterin 1995                       | Sui Xinmei ( Volksrepublik China) | 18,87 m | Jakarta 1995         |
| Afrikameisterin 1996                      | Hanan Ahmed Khaled ( Ägypten)     | 14,47 m | Yaoundé 1996         |
| Ozeanienmeisterin 1994                    | Elizabeth Binns ( Neuseeland)     | 13,08 m | Auckland 1994        |

## Bestehende Rekorde
| Weltrekord         | 22,63 m | Natalja Lissowskaja ( Sowjetunion) | Moskau, Sowjetunion (heute Russland)           | 7. Juni 1987  |
| Olympischer Rekord | 22,41 m | Ilona Slupianek ( DDR)             | Finale OS Moskau, Sowjetunion (heute Russland) | 24. Juli 1980 |

Der bestehende olympische Rekord wurde bei diesen Spielen nicht erreicht. Der weiteste Stoß gelang der deutschen Olympiasiegerin Astrid Kumbernuss mit 20,56 m in ihrem ersten Versuch im Finale. Damit blieb sie 1,85 m unter dem Olympia- und 2,07 m unter dem Weltrekord.

## Leistungsniveau auf dem Hintergrund des Einsatzes unerlaubter Mittel
Das Leistungsniveau war nicht mehr vergleichbar mit dem Level, das von den Athletinnen in den 1980er Jahren angeboten wurde, als 20-Meter-Weiten in Serie produziert wurden. Damals hatte es auch zahlreiche Stöße von mehr als 21 bzw. im absoluten Spitzenbereich sogar 22 Metern gegeben. Der nun eingetretene Leistungsrückgang muss gesehen werden vor allem im Zusammenhang mit einem besonderen Höhepunkt des Einsatzes verbotener Mittel zur Leistungssteigerung. In zahlreichen Veröffentlichungen gibt es Hinweise auf Dopingpraktiken der 1980er Jahre, die Kontrollen hatten einen noch löchrigeren Standard als später. So gibt es im Sinne eines sauberen Sports aus Fachkreisen unter anderem Forderungen nach Rücknahme aller bestehenden Leichtathletik-Rekorde. Es finden sich zwar keine offiziellen Nachweise oder positiven Dopingbefunde für die Athletinnen, die damals mit ihren Leistungen geglänzt hatten. Aber die kritischen Rückblicke dazu kommen nicht aus dem Nichts.

## Legende
Kurze Übersicht zur Bedeutung der Symbolik – so üblicherweise auch in sonstigen Veröffentlichungen verwendet:
| – | verzichtet |
| x | ungültig   |

Anmerkungen zu zwei Angaben:
- Zeiten: Ortszeit Atlanta (UTC−5)
- Weiten: in Metern (m) angegeben

## Qualifikation
31. Juli 1996, ab 17:15 Uhr
Für die Qualifikation wurden die Athletinnen in zwei Gruppen gelost. Neun von ihnen (hellblau unterlegt) übertrafen die direkte Finalqualifikationsweite von 18,80 m. Damit war die Mindestanzahl von zwölf Finalteilnehmerinnen nicht erreicht und das Finalfeld wurde mit den drei nächstbesten Starterinnen beider Gruppen (hellgrün unterlegt) auf zwölf Wettbewerberinnen aufgefüllt. So waren für die Finalteilnahme schließlich 18,55 m notwendig.

### Gruppe A
| Platz | Name                | Nation              | 1. Versuch | 2. Versuch | 3. Versuch | Weite |
| ----- | ------------------- | ------------------- | ---------- | ---------- | ---------- | ----- |
| 1     | Astrid Kumbernuss   | Deutschland         | 19,93      | –          | –          | 19,93 |
| 2     | Connie Price-Smith  | USA                 | 18,79      | x          | 19,08      | 19,08 |
| 3     | Wita Pawlysch       | Ukraine             | 17,49      | 19,04      | –          | 19,04 |
| 4     | Irina Korschanenko  | Russland            | x          | 18,92      | –          | 18,92 |
| 5     | Yumileidi Cumbá     | Kuba                | 18,44      | 18,55      | 18,47      | 18,55 |
| 6     | Li Meisu            | Volksrepublik China | 17,88      | x          | 18,39      | 18,39 |
| 7     | Swetlana Kriweljowa | Russland            | 18,23      | 17,60      | 17,86      | 18,23 |
| 8     | Valeyta Althouse    | USA                 | 17,62      | 17,54      | 18,16      | 18,16 |
| 9     | Elvira Urusowa      | Georgien            | 16,61      | 17,27      | 17,69      | 17,69 |
| 10    | Karoliina Lundahl   | Finnland            | 17,14      | 16,97      | x          | 17,14 |
| 11    | Jelena Baltabejewa  | Kasachstan          | 16,40      | x          | 15,35      | 16,40 |
| 12    | Teresa Machado      | Portugal            | 15,91      | 15,62      | 15,60      | 15,91 |
| DNS   | Huang Zhihong       | Volksrepublik China |            |            |            |       |

### Gruppe B
| Platz | Name                  | Nation              | 1. Versuch | 2. Versuch | 3. Versuch | Weite |
| ----- | --------------------- | ------------------- | ---------- | ---------- | ---------- | ----- |
| 1     | Sui Xinmei            | Volksrepublik China | 19,36      | –          | –          | 19,36 |
| 2     | Stephanie Storp       | Deutschland         | 19,29      | –          | –          | 19,29 |
| 3     | Valentina Fedjuschina | Ukraine             | 19,22      | –          | –          | 19,22 |
| 4     | Irina Chudoroschkina  | Russland            | x          | 17,73      | 19,03      | 19,03 |
| 5     | Kathrin Neimke        | Deutschland         | 19,02      | –          | –          | 19,02 |
| 6     | Belsy Laza            | Kuba                | 18,15      | 18,61      | 18,58      | 18,61 |
| 7     | Judy Oakes            | Großbritannien      | 18,37      | 18,56      | 18,45      | 18,56 |
| 8     | Ramona Pagel          | USA                 | 17,61      | 18,55      | 18,48      | 18,55 |
| 9     | Svetla Mitkova        | Bulgarien           | 17,41      | 17,48      | 17,30      | 17,48 |
| 10    | Lee Myung-sun         | Südkorea            | 15,90      | 16,92      | 16,64      | 16,92 |
| 11    | Elisângela Adriano    | Brasilien           | x          | 16,49      | 14,61      | 16,49 |
| 12    | Nada Kawar            | Jordanien           | 15,28      | x          | 14,73      | 15,28 |
| 13    | Lisa Misipeka         | Amerikanisch-Samoa  | 13,40      | 13,72      | 13,74      | 13,74 |
| DNS   | Corrie de Bruin       | Niederlande         |            |            |            |       |

## Finale

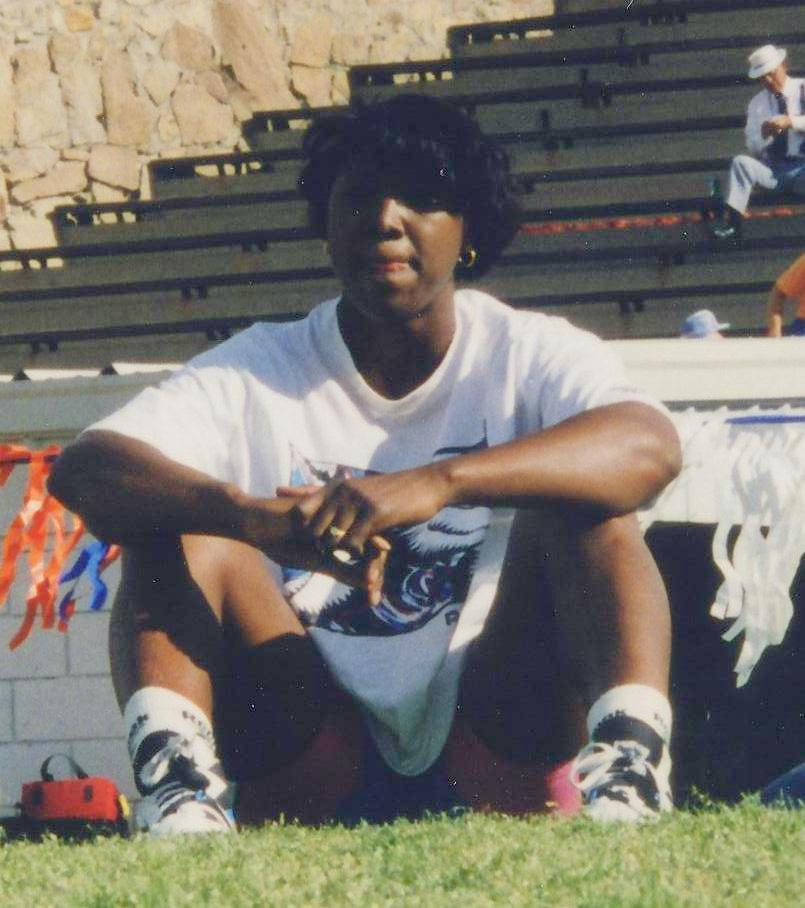
Connie Price-Smith belegte Rang fünf

2. August 1996, 18:55 Uhr
| Platz | Name                  | Nation              | 1. Versuch | 2. Versuch | 3. Versuch | 4. Versuch                                  | 5. Versuch                                  | 6. Versuch                                  | Endresultat |
| ----- | --------------------- | ------------------- | ---------- | ---------- | ---------- | ------------------------------------------- | ------------------------------------------- | ------------------------------------------- | ----------- |
| 1     | Astrid Kumbernuss     | Deutschland         | 20,56      | x          | 19,67      | x                                           | x                                           | 20,47                                       | 20,56       |
| 2     | Sui Xinmei            | Volksrepublik China | 19,06      | 18,95      | 19,88      | 19,24                                       | 19,21                                       | 19,43                                       | 19,88       |
| 3     | Irina Chudoroschkina  | Russland            | 19,35      | x          | x          | x                                           | –                                           | –                                           | 19,35       |
| 4     | Wita Pawlysch         | Ukraine             | 17,30      | 18,20      | 19,30      | 18,21                                       | 19,23                                       | x                                           | 19,30       |
| 5     | Connie Price-Smith    | USA                 | 18,44      | 18,61      | 19,22      | x                                           | x                                           | x                                           | 19,22       |
| 6     | Stephanie Storp       | Deutschland         | 18,91      | x          | x          | 18,06                                       | 18,25                                       | 19,06                                       | 19,06       |
| 7     | Kathrin Neimke        | Deutschland         | 17,87      | 18,40      | 18,92      | x                                           | 18,62                                       | 18,65                                       | 18,92       |
| 8     | Irina Korschanenko    | Russland            | 18,43      | x          | 18,55      | 18,65                                       | 18,50                                       | 18,68                                       | 18,68       |
|       |                       |                     |            |            |            |                                             |                                             |                                             |             |
| 9     | Ramona Pagel          | USA                 | 16,57      | 18,48      | 17,55      | nicht im Finale der besten acht Athletinnen | nicht im Finale der besten acht Athletinnen | nicht im Finale der besten acht Athletinnen | 18,48       |
| 10    | Belsy Laza            | Kuba                | x          | 18,40      | 18,40      | nicht im Finale der besten acht Athletinnen | nicht im Finale der besten acht Athletinnen | nicht im Finale der besten acht Athletinnen | 18,40       |
| 11    | Judy Oakes            | Großbritannien      | 18,34      | 18,10      | 18,18      | nicht im Finale der besten acht Athletinnen | nicht im Finale der besten acht Athletinnen | nicht im Finale der besten acht Athletinnen | 18,34       |
| 12    | Valentina Fedjuschina | Ukraine             | x          | x          | 17,99      | nicht im Finale der besten acht Athletinnen | nicht im Finale der besten acht Athletinnen | nicht im Finale der besten acht Athletinnen | 17,99       |

Zwölf Athletinnen hatten sich für das Finale qualifiziert, neun von ihnen über die geforderte Qualifikationsweite, die anderen drei über ihre Platzierungen. Drei Deutsche, zwei Russinnen, zwei Ukrainerinnen und zwei US-Amerikanerinnen trafen auf je eine Teilnehmerin aus China, Kuba und Großbritannien.
Die amtierende Weltmeisterin Astrid Kumbernuss aus Deutschland war die Favoritin. Sie war bis zu den Spielen in 37 Wettkämpfen ungeschlagen geblieben. Die russische Olympiasiegerin von 1992 Swetlana Kriweljowa, vor vier Jahren für das Vereinte Team startend, war in der Qualifikation ebenso ausgeschieden wie die WM- und EM-Dritte Swetla Mitkova aus Bulgarien. Vizeweltmeisterin Huang Zhihong war für den Wettkampf gemeldet, jedoch nicht angetreten. Stärkste Konkurrentinnen für Kumbernuss waren die WM-Fünfte Sui Xinmei aus China und die später wegen wiederholter Dopingverstöße auf Lebenszeit gesperrte Europameisterin Wita Pawlysch aus der Ukraine.
Astrid Kumbernuss übernahm gleich im ersten Versuch mit 20,56 m die Führung, die bis zum Ende der Konkurrenz Bestand hatte. Kumbernuss war die einzige Athletin, die die Kugel über die 20-Meter-Marke brachte, in ihrem letzten gültigen Versuch erreichte sie noch einmal 20,47 m. Die Russin Irina Chudoroschkina hatte ihre Bestweite von 19,35 m ebenfalls mit ihrem ersten Stoß erreicht und lag damit für zwei Runden an zweiter Position. Im dritten Durchgang gelangen Sui Xinmei 19,88 m. Damit übertraf sie die Russin und gewann die Silbermedaille. Mit ihrer Weite von 19,35 m blieb Irina Chudoroschkina bis zum Schluss auf dem Bronzerang. Wita Pawlysch wurde knapp dahinter Vierte mit 19,30 m acht Zentimeter vor der US-Amerikanerin Connie Price-Smith. Im letzten Versuch gelangen der Deutschen Stephanie Storp 19,06 m, womit sie den sechsten Platz belegte. Die Olympiazweite von 1988 – damals für die DDR – und Bronzemedaillengewinnerin von 1992 – nun für Deutschland – Kathrin Neimke, kam diesmal auf Rang sieben.

## Videolinks
- Women’s Shot Put Final Atlanta Olympics 02-08-1996, youtube.com, abgerufen am 18. Januar 2022
- Women’s Shot Put Final Atlanta Olympics 1996, youtube.com, abgerufen am 16. März 2018
- Judy Oakes Shot Put Atlanta Olympic Games 1996, youtube.com, abgerufen am 18. Januar 2022